# Моцано Торета (Фрозиноне)
Моцано Торета је насеље у Италији у округу Фрозиноне, региону Лацио.
Према процени из 2011. у насељу је живело 266 становника. Насеље се налази на надморској висини од 222 м.